# Korona homagialna

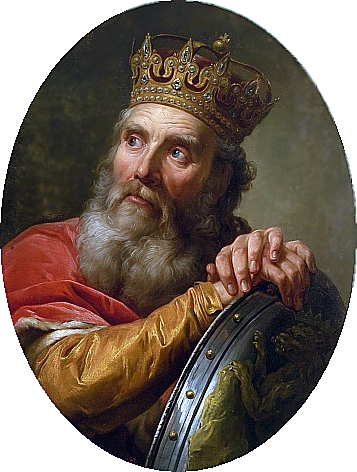
Kazimierz III Wielki w koronie homagialnej na portrecie Marcellego Bacciarellego

Korona homagialna (łac. Corona Homagialis) – polska korona królewska używana podczas uroczystości hołdów lennych. Po raz pierwszy wymieniona w spisie Skarbca Koronnego na Wawelu w XV wieku. Według profesora Jerzego Lileyki była ona prawdopodobnie koroną koronacyjną Władysława II Jagiełły.
W piętnastowiecznych inwentarzach skarbów wawelskich pojawiają się początkowo dwie korony nazywane koronami homogialnymi, które uważane są za własność Jadwigi Andegaweńskiej i Władysława II Jagiełły. Od XVI wieku w spisie polskich regaliów koronacyjnych 
jest już wymieniane tylko jedno z tych insygniów (przypisywane Władysławowi II), drugie zostało prawdopodobnie spieniężone. 
Korona ta noszona była przez króla polskiego podczas uroczystości hołdów lennych i zastępowała Koronę Chrobrego. Ostatni raz została użyta podczas ceremonii w Warszawie w 1764 roku. Składającym hołd Stanisławowi Augustowi Poniatowskiemu był książę Kurlandii i Semigalii, Piotr Biron. 
Korona homagialna była szczerozłota, zamknięta dwoma kabłąkami i zwieńczonymi kulą z krzyżykiem. Składała się z dziewięciu segmentów, z których każdy wieńczyła lilia heraldyczna. Oprawę korony według lustracji skarbca z XVIII wieku stanowiły: rubiny, szafiry i perły. W sumie było 178 kamieni szlachetnych.
Korona homagialna została skradziona z Wawelu przez żołnierzy pruskich w październiku 1795 roku. Do 1809 roku znajdowała się w berlińskim skarbcu Hohenzollernów. Później została zniszczona i przetopiona.

## Literatura
- Jerzy Lileyko. Regalia Polskie. Warszawa 1987. ISBN 83-03-02021-8
- Janusz Miniewicz. Tajemnica polskich koron. Czy jest szansa ich odnalezienia?. Nowy Sącz 2006. ISBN 83-924034-2-8
- Michał Rożek. Polskie koronacje i korony. Kraków 1987. ISBN 83-03-01914-7